# Bergmannstraße 3 (Bad Kissingen)

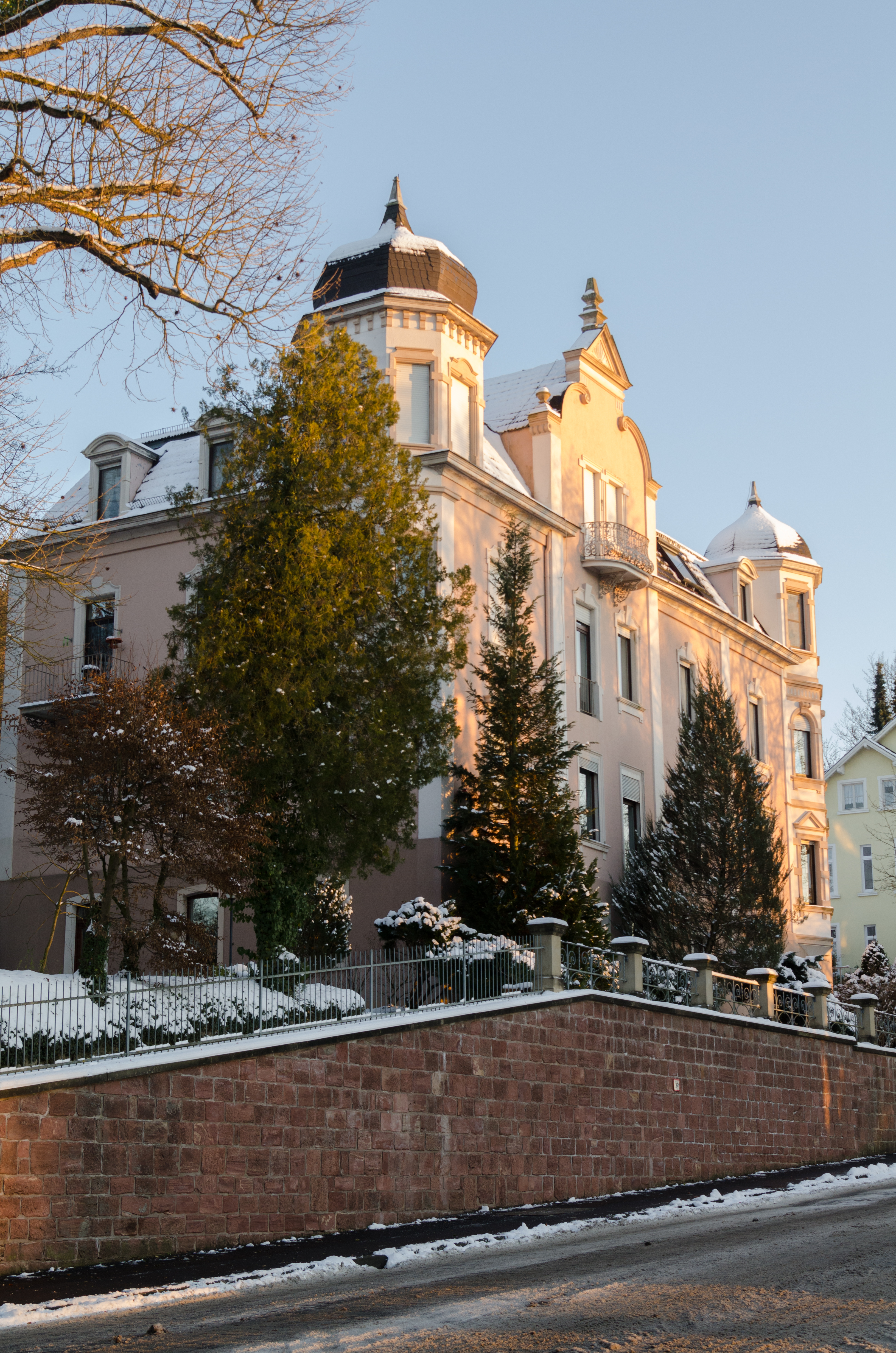
Bergmannstraße 3 in Bad Kissingen

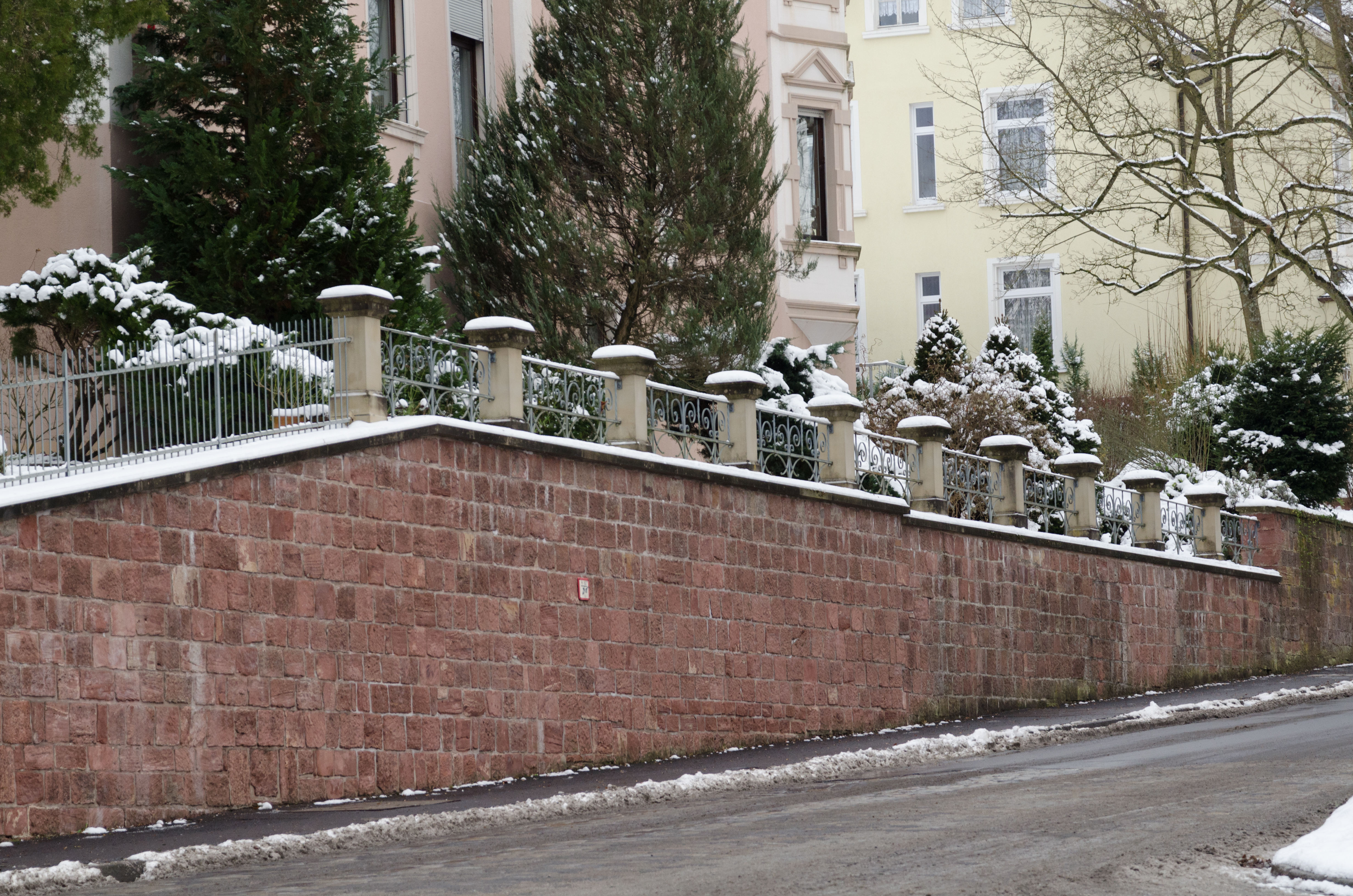
Bergmannstraße 3 (Garteneinfriedung)

Das Gebäude Bergmannstraße 3 (früher Bergmannstraße 2) in der Bergmannstraße in Bad Kissingen, der Großen Kreisstadt des unterfränkischen Landkreises Bad Kissingen, gehört zu den Bad Kissinger Baudenkmälern und ist unter der Nummer D-6-72-114-272 in  der Bayerischen Denkmalliste registriert.

## Geschichte
Das Anwesen wurde im Jahr 1885 von Architekt Jakob Hergenröder im historistischen Stil errichtet. Es handelt sich um einen dreigeschossigen Mansarddachbau mit oktogonalen Erkertürmen und einem von Zwerchhausziergiebeln bekröntem Mittelrisalit. Die Fassade ist jedoch im Vergleich zum originalen Zustand stark vereinfacht; die ursprünglich an der Fassade angebrachten Balkone sind nicht mehr vorhanden.
Zu dem Anwesen gehört die ebenfalls 1885 entstandene, auf einer Hausteinstützmauer befindliche Einfriedung. Die Pfeiler der Einfriedung sind mit Schmiedeeisengittern ausgestattet.